# 奎诺糖
奎诺糖（英文：Quinovose），即6-去氧葡萄糖，又名鸡纳糖、异鼠李糖，是一種化學式為C6H12O5的脫氧六碳糖。在植物中常见的是6号位磺基化的6-磺酸奎诺糖。